# Deutsches Meisterschaftsrudern 1949
Das 60. Deutsche Meisterschaftsrudern wurde 1949 in Mannheim ausgetragen. Im Vergleich zum Vorjahr wurde der Doppelvierer mit Steuerfrau im Stilrudern wieder ins Meisterschaftsprogramm aufgenommen. Aufgrund der Teilung Deutschlands fanden in der Deutschen Demokratischen Republik separate Meisterschaften statt. Insgesamt wurden Medaillen in 14 Bootsklassen (10 bei den Männern und 4 bei den Frauen) vergeben.

## Medaillengewinner

### Männer
| Bootsklasse                           | Gold | Silber | Bronze |
| ------------------------------------- | --- | --- | --- |
| Einer                                 | Günter Lange (RuGem. Germania-Verein 65 Frankfurt) | Horst Wilke (Mündener RV) | Ludwig Bunge (Der Hamburger und Germania RC) |
| Doppelzweier                          | RC Worms Helmut Herdel Hans Götz | SG Potsdam Alfred Großkopf Hans-Jürgen Dreßler | Rgm. WSV Beuel / ARC Rhenus Bonn Franz Skoda Karl Broockmann |
| Zweier ohne Steuermann                | RuGem. Germania-Verein 65 Frankfurt Oskar Glock Theo Hüllinghoff | Keine weiteren Boote in der Wertung. | Keine weiteren Boote in der Wertung. |
| Vierer ohne Steuermann                | RuGem. Flörsheim-Rüsselsheim Adam Munk Georg Boller Georg von Opel Erich Kohl | Berliner RC Lutz Schumacher Werner Röhl Joachim Charlé Helmut Baltrusch                                                                                     | Keine weiteren Boote am Start. |
| Vierer mit Steuermann                 | Deutscher Ruder-Club von 1884 Günter Twiesselmann Klaus Schulze Heinz Beyer Gerhard Vogeley Hans-Joachim Wiemken (Stm.)                                                             | Heilbronner RG Schwaben / Mannheimer RV Amicitia von 1876 Hans Götz Leo Stech Werner Dutt Klaus Tochtermann Günter Jobst (Stm.)                             | RC Aschaffenburg von 1898 Ottokar Mandlinger Horst Rickert Heinrich Scheuermann Josef Heimbach Karl Friedrich (Stm.)                                                                    |
| Achter                                | RuGem. Flörsheim-Rüsselsheim Wilfried Seipp Karl Bauer Adam Munk Georg Boller Georg Schneider Erich Kohl Georg von Opel Willi Wenz Hanswalter Messer (Stm.)                         | Erster Kieler RC von 1862 Guyla Sens Hans Cordes Reinhard Both Paul Völcker Heinz Ketelsen Werner Ehrich Werner Korbach Werner Marx Rolf Kruse (Stm.)       | Rgm. Deutscher RC von 1884 / RV Gelsenkirchen Günter Twiesselmann Gerhard Vogeley Heinz Beyer Theo Bornemann Heinz Schutt Klaus Schulze Heinz Renneberg Heinz Eichholz Theo Lenz (Stm.) |
| Leichtgewichts-Einer                  | Willy Neuburger (WSV Godesberg) | Hanns Bullmann (ETuF Essen) | Reinhold Brumme (RuGem. Flörsheim-Rüsselsheim) |
| Leichtgewichts-Vierer ohne Steuermann | ETuF Essen Alfred Hasenburg Dieter Hölsken Karl-Heinz Wehner Helmut Sichelschmidt                                                                                                   | Ulmer RC Donau Werner Staudenmayer Hermann Scheuffele Heinz Schrode Hugo Höller                                                                             | RuGem. Germania-Verein 65 Frankfurt Fred Bender Horst Schmidt Hans Iser Manfred Diehl                                                                                                   |
| Leichtgewichts-Vierer mit Steuermann  | Der Hamburger und Germania RC Friedrich Wiebling Joachim Wittarn Jürgen Lütje Kurt Schmidt Hermann-Hans Teichfuß (Stm.)                                                             | Emder RV Herbert Pupkes Heinz-Walter Tebbenhoff Ernst Bühler Gerhard Meyer Gerhard Thiele (Stm.)                                                            | Ludwigshafener RV von 1878 Werner Meixner Walter Mayer Heinrich Scherer Karlheinz Schweitzer Hermann Samstag (Stm.)                                                                     |
| Leichtgewichts-Achter                 | ETuF Essen Karlheinz Neuhaus Hans-Heinrich Steins Richard Wagner Heinrich Ahrens Alfred Hasenburg Dieter Hölsken Karl-Heinz Wehner Helmut Sichelschmidt Heinz-Günther Gudert (Stm.) | RuGem. Flörsheim-Rüsselsheim Helmut Streck Roland Löhr Kurt Bertram Edgar Thielmann Gerhard Ruppert Friedel Christ Philipp Roth Franz Lieb Rolf Bopp (Stm.) | SG Potsdam Gerhard Schröder Roland Dreßler Wilfried Raddatz Harry Klix Horst Draheim Kurt Senger Alfred Großkopf Hans-Jürgen Dreßler Hans-Jürgen Moßner (Stm.)                          |

### Frauen
| Bootsklasse                            | Gold                                                                                           | Silber                                                                                                  | Bronze |
| -------------------------------------- | ---------------------------------------------------------------------------------------------- | --- | --- |
| Einer                                  | Hilde Spiegel (RC Worms)                                                                       | Gisela Sporbeck (RC Westfalen Herdecke)                                                                 | Marianne Kinedt (Cochemer RG)                                                                                 |
| Doppelzweier                           | WSV Godesberg Ellein Stahl Marianne Schäfer                                                    | WSV Mülheim Erika Winnemann Ursula Mühlendyck                                                           | RC Nassovia Höchst Sofie Krause Paula Fetz                                                                    |
| Doppelvierer mit Steuerfrau            | RC Nassovia Höchst Margot Cezanne Sofie Krause Paula Fetz Meta Sperlich Gretel Motzel (Stf.)   | Hamburger RC von 1925 Lisa Rottgardt Rose Renk Helga Leip Ingrid Dörries Emma Bobzin (Stf.)             | RV Eltville Erika Becker Annemie Scharhag Lieselotte Müller Marianne Bouffier Trudi Schnurr (Stf.)            |
| Doppelvierer Stilrudern mit Steuerfrau | RC Witten Edith Hochkeppel Gisela Schätzel Gisela Biergans Ursula Biergans Annette Sohn (Stf.) | 1. Frauen-RC Hannover 1928 Brigitte Müller Olly Lohsträter Liesel Kähne Eva Windel Eva Gretschel (Stf.) | RK Westfalen Herdecke Lina Waldschmidt Helga Brembt Liesel Kühling Liesel Paschedag Hildegard Böckmann (Stf.) |